# Lisno
Lisno – wieś w Polsce położona w województwie podlaskim, w powiecie łomżyńskim, w gminie Wizna.
W latach 1975–1998 miejscowość należała administracyjnie do województwa łomżyńskiego.
Przed 2023 r. miejscowość była kolonią. W 2023 uzyskała także status sołectwa.